# Annette Gigon
Pour les articles homonymes, voir Gigon.
Annette Gigon, née le 24 mai 1959 à Herisau, est une architecte suisse.

## Biographie
Elle est cofondatrice du bureau Gigon Guyer, fondé en 1989. Elle est architecte diplômée de l'EPFZ de Zurich en 1984. Après avoir travaillé chez Herzog & de Meuron, elle fonde son agence avec Mike Guyer.
Elle est élue membre de l'Académie des arts de Berlin en 2003.

## Principales réalisations
- Centre sportif, 1996, Davos
- Centre d'aiguillage SBB 1999, Zurich
- Musée Liner, 1998, Appenzell
- Espace de l'art concret, 2004, Mouans-Sartoux